# Le Sujet de l'Empereur
Le Sujet de l'Empereur (titre original en allemand : Der Untertan) est un roman d'Heinrich Mann écrit deux mois avant le déclenchement de la Première Guerre mondiale. 

## Publication
Le roman écrit en 1914 ne paraît qu'en 1918 et provoque de violentes controverses juste après sa publication. Tandis que son frère Thomas Mann lui reproche un « esthétisme infâme », Kurt Tucholsky loue le livre comme l'« herbarium de l'homme allemand ». Le débat quant à la représentativité du sujet comme le symbole de l'empire wilhelminien trouve toute son importance dans les années 1980 lorsque Hans-Ulrich Wehler (soutenu par Ossip K. Flechtheim) formule la thèse selon laquelle « aucun historien n'a pu décrire de manière aussi pénétrante [le rôle de la bourgeoisie académique qui forme l'opinion par la propagation d'un nationalisme si radical et antidémocratique au sein de l'Empire allemand] » qu'Heinrich Mann.

## Intentions de l'auteur
Le Sujet de l'Empereur persifle l'époque wilhelmienne à travers  une analyse concrète. Heinrich Mann diagnostique la politique nationaliste tout comme les relations de pouvoir de son époque sous le règne de Guillaume II.

## Contenu
Le roman présente Diederich Heßling comme l'exemple typique de l'homme de la société allemande de l'époque. Heßling est soumis à l'autorité, lâche et sans courage. C'est un conformiste qui suit les tendances. Heinrich Mann raconte tout en usant de l'ironie la vie de Heßling de son enfance jusqu'à l'assurance de sa position dans la société wilhelminienne. Il est représenté comme un agitateur, maître de sa fabrique de papier et de sa famille, combattant le prolétariat, et compagnon intrigant du socialiste Napoleon Fischer qu'il hait. À la suite d'une série d'épisodes liés entre eux par des citations des discours de l'Empereur, Heßling est représenté tour à tour comme un tyran à qui la hiérarchie de la société de l'Empire confère du pouvoir et comme un sujet marqué par l'appartenance à un tout impersonnel dont il souffre.
Heßling s'identifie aux ambitions de puissance mondiale des nationalistes radicaux qui souhaitent le déclenchement d'une guerre mondiale. Lors de l'inauguration du monument impérial au cours de laquelle Heßling se décrit lui-même comme un citoyen de l'époque, l'ordre est détruit par un orage apocalyptique. Le contraire d'Heßling est Buck, libéral, père de son ami Wolfgang, révolutionnaire de 1848.

### La préface
« Ce livre a été achevé en juillet 1914. » Heinrich Mann a décrit de manière très précise comment l'Allemagne a été poussée dans une guerre mondiale funeste.

## Adaptations

### Filmographie

#### Cinéma
En 1951, le roman est adapté au cinéma par Wolfgang Staudte avec Werner Peters dans le rôle principal. Ces derniers reçoivent le Nationalpreis der DDR. Le film de Staudte est donné en RFA seulement en 1956 sous la forme d'une version amputée de onze minutes. Il faudra attendre trente ans plus tard pour que la version complète soit diffusée.

### Pièce radiophonique
La Westdeutscher Rundfunk a produit une pièce radiophonique du roman en 1971 d'une longueur de 349 minutes. Walter Andreas Schwarz et Ludwig Cremer en sont les producteurs. Les rôles principaux sont tenus par Heinz Drache pour Diederich Heßling et Heiner Schmidt, Walter Andreas Schwarz comme narrateurs. Les autres rôles sont tenus par Heinz von Cleve (Herr Heßling), Irmgard Först (Frau Heßling), Walter Jokisch  (Herr Göppel) et Veronika Bayer (Agnes Göppel).